# Kubernetes
A Kubernetes (gyakran hivatkoznak rá a k8s rövidített formában) nyílt forráskódú, konténer alapú alkalmazáskezelő szoftver, amellyel automatizálható az alkalmazások telepítése, skálázása és menedzselése. Eredetileg a Google mérnökei kezdték el a fejlesztését, jelenleg a Cloud Native Computing Foundation gondozza. Számos konténeres megoldást használó infrastruktúrát támogat, többek között a Dockert is.

## Története
A Kubernetes elnevezés a görög κυβερνήτης szóból származik; magyarul: irányító vagy kormányos – erre utal a logójában található hajókormány. A szoftvert Joe Beda, Brendan Burns és Craig McLuckie kezdte el fejleszteni, de hamarosan csatlakozott a fejlesztéshez több Google mérnök is, például Brian Grant és Tim Hockin.
Az alkalmazás alapjaihoz a Google Borg elnevezésű projektje adta az ihletet, valamint a főbb fejlesztők közül többen dolgoztak is az említett rendszeren. A Google belső kódneve a Kubernetes fejlesztésére "Project Seven of Nine", amely utalás a Star Trek sci-fi egyik szereplőjére (a magyar változatban Hét Kilenced néven ismert), aki a Borg kollektíváról leválva egy "barátságosabb" személlyé válik.
Az 1.0-ás verzió 2015. július 21-én lett kiadva. A szoftver publikálása mellett a Google a Linux Foundation konzorciummal létrehozta a Cloud Native Computing Foundation szervezetet, amely azóta is gondozza a projektet.

## Architektúra

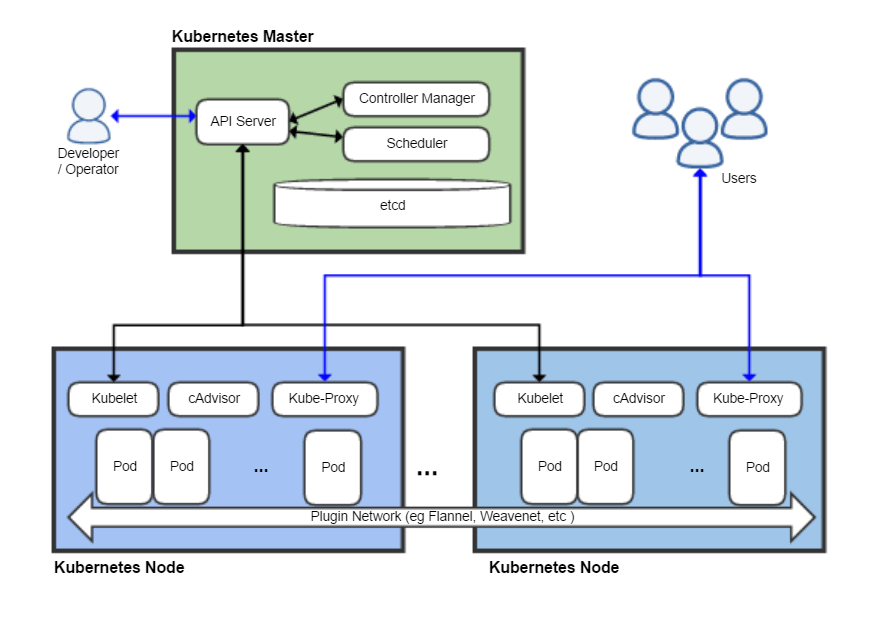
Kubernetes architektúra diagram

### Kubernetes Master
A "Kubernetes Master" a klaszter fő vezérlő egysége, amely irányító funkciót lát el, az infrastruktúra menedzselése a feladata. A komponensei a következők:
- etcd: Egy magas rendelkezésre-állású kulcs-érték (eredeti nevén key-value data store) adatbázis, amelyben a Kubernetes állapot információi tárolódnak. Ezek az adatok reprezentálják a rendszer aktuális állapotát, amelynek segítségével a menedzselt szolgáltatások üzemeltetése és ütemezése lehetővé válik.
- API Server: Ez a komponens egy API amely HTTP protokoll segítségével JSON szabványú felületet biztosít a Kubernetes-hez a kliensek és komponensek számára. Feldolgozza és validálja a REST útján kapott adatokat és beállítja az objektumok státuszát az etcd adatbázisban.
- Scheduler: Erőforrás elosztó szoftver, ami figyeli egy újonnan létrehozott erőforrás kéréshez tartozik-e már lefoglalt erőforrás. Nyomon követi a különböző node-ok erőforrásait, tehát ismernie kell a kívánt erőforrás igényeket, a rendelkezésre álló szabad erőforrásokat és minden egyéb felhasználó által meghatározott követelményeket és szabályokat, hogy megfelelően tudja kiosztani a szükséges feladatokat a node-ok számára.
- Controller manager: Háttérfolyamat, amely biztosítja a Kubernetes alapvető funkcióinak a működtetését.

### Kubernetes node
A node avagy worker node (esetleg minion néven is szokás rá hivatkozni) egy logikai egység, ami lehetővé teszi, hogy egy fizikai szerver master és worker funkciót is elláthasson. A worker node magában foglalja a Kubernetes egyik alapvető objektumait, a pod-okat, amelyek egy vagy több konténert tartalmaznak.
- Kubelet: A node erőforrásait monitorozza és menedzseli a pod-okat.
- Kube-proxy: A Kubernetes belső hálózatért felelős, hogy a kiosztott címeken elérhetőek legyenek a szolgáltatások.

## Alkalmazása
A Kubernetes szoftvert elsősorban mikroszolgáltatásokon alapuló megvalósítások menedzselésére használják, mivel minden olyan képességet biztosít, amely a mikroszolgáltatási architektúrák legfontosabb problémáinak a kezeléséhez szükséges.

## Fordítás
- Ez a szócikk részben vagy egészben  a   Kubernetes című angol Wikipédia-szócikk fordításán alapul.  Az eredeti cikk szerkesztőit annak laptörténete sorolja fel. Ez a jelzés csupán a megfogalmazás eredetét és a szerzői jogokat jelzi, nem szolgál a cikkben szereplő információk forrásmegjelöléseként.